# Paspalum paucifolium
Paspalum paucifolium är en gräsart som beskrevs av Jason Richard Swallen. Paspalum paucifolium ingår i släktet tvillinghirser, och familjen gräs. Inga underarter finns listade i Catalogue of Life.